# Mental Reservation
Mental Reservation — третий студийный альбом немецкой метал-группы Scanner, выпущенный в 1995 году на лейбле Massacre Records.
Mental Reservation — первый из двух альбомов с новым вокалистом из Польши Хэридоном Ли (наст. имя — Лежек Жпигль).
Данный альбом наиболее продолжительный по длительности звучания (более 1 часа) из всей дискографии коллектива. Композиции зачастую длятся более 5 минут.
В целом альбом был принят более сдержанно, чем его предшественники, выпущенные в 1988—89 годах, хотя и получил различные оценки.
Автор обложки — известный немецкий художник Андреас Маршалл, работавший с Blind Guardian, Destruction, Grave Digger, HammerFall и многими другими известными группами.

## Список композиций
| №                   | Название                  | Текст песни         | Музыка              | Длительность |
| ------------------- | ------------------------- | ------------------- | ------------------- | ------------ |
| 1.                  | «Break the Seal»          | Тробок              | Юлиус, Жпигль       | 5:26         |
| 2.                  | «Upright Liar»            | Юлиус               | Юлиус, Жпигль, Софа | 7:33         |
| 3.                  | «After the Storm»         | Тробок              | Юлиус, Жпигль       | 4:37         |
| 4.                  | «Your Infallible Smile»   | Юлиус               | Юлиус, Жпигль       | 5:04         |
| 5.                  | «Conception of a Cure»    | Тробок              | Юлиус, Жпигль       | 5:05         |
| 6.                  | «Into a Brave Man's Mind» | Юлиус               | Юлиус, Жпигль       | 7:34         |
| 7.                  | «Out of Nowhere»          | Тробок              | Юлиус, Жпигль       | 4:59         |
| 8.                  | «Nightmare»               | Юлиус               | Юлиус, Жпигль       | 3:47         |
| 9.                  | «Rubberman»               | Тробок              | Юлиус, Жпигль, Софа | 5:37         |
| 10.                 | «Wrong Lane Society»      | Юлиус               | Юлиус, Жпигль       | 5:45         |
| 11.                 | «20th Century Crusade»    | Юлиус, Тробок       | Юлиус, Жпигль       | 7:40         |
| Общая длительность: | Общая длительность:       | Общая длительность: | Общая длительность: | 63:07        |

## Участники записи
- Хэридон Ли — вокал;
- Аксель Юлиус — электрогитара;
- Дарио Тробок — бас-гитара;
- Д. Д. Букко — ударные.
- Нигель Бостон — продюсер, сведение;
- Андреас Зейдлер — звукоинженер;
- Пауль Качински — звукоинженер;
- Ульф Хольберт — мастеринг.